# Sea Devils (pel·lícula de 1931)
Sea Devils és una pel·lícula dramàtica estatunidenca de 1931 dirigida per Joseph Levering i protagonitzada per Molly O'Day, Edmund Burns i Walter Long.

## Argument
Richard Charters està a la presó per un delicte d'assassinat, però mentre la seva mare demana al governador que li doni en llibertat condicional, s'escapa. Va als molls, buscant un vaixell que vagi cap al sud.

## Repartiment
- Molly O'Day com Ann McCall
- Edmund Burns com Richard Charters
- Walter Long com Johnson
- Paul Panzer com Steve
- Henry Otto com Governador
- Jules Cowles com advocat